# Michael Endraß
Michael Endraß (* 18. September 1988 in Füssen) ist ein ehemaliger deutscher Eishockeyspieler, der zuletzt beim EC Bad Tölz unter Vertrag stand. In seiner Karriere bestritt er bisher 307 DEL-Spiele für die Krefeld Pinguine und die Straubing Tigers. Sein Bruder Stefan war ebenfalls Eishockeyspieler.

## Karriere
Endraß begann seine Eishockeykarriere bei den Tölzer Junglöwen in der Deutschen Nachwuchsliga. Nach zwei ansprechenden Spielzeiten gab der Flügelstürmer in der Saison 2005/06 sein Debüt für die Herrenmannschaft in der 2. Bundesliga, mit der er jedoch noch im gleichen Jahr in die Oberliga abstieg.
2007 schloss sich der gebürtige Füssener dem Deggendorfer SC an, bei denen der damals 19-Jährige zu überzeugen wusste und am Ende der Spielzeit mit 26 Scorerpunkten in 35 Spielen zu einem der Leistungsträger im Team wurde. Daraufhin wurden auch die Krefeld Pinguine aus der Deutschen Eishockey Liga auf den Linksschützen aufmerksam, die ihn zur Spielzeit 2008/09 verpflichteten und ihn mit einem Zweijahresvertrag sowie einer Förderlizenz für den Zweitligisten Landshut Cannibals ausstatteten. In Krefeld bestritt Endraß in vier Jahren 220 Spiele in der DEL. 2012 löste der Angreifer seinen Vertrag bei den Pinguinen auf und wechselte zum Ligakonkurrenten Straubing Tigers. Nach zwei Jahren in Straubing wurde sein Vertrag nicht verlängert, Endraß unterschrieb daraufhin ein Arbeitspapier beim EV Landshut aus der DEL2. Auch als Landshut in der Saison 2015/16 keine Lizenz für die DEL2 erhielt, begann er die neue Saison beim bayrischen Verein in der drittklassigen Oberliga Süd, bevor er im Januar 2016 wieder in die DEL2 zu den Dresdner Eislöwen wechselte. Zur Saison 2016/17 schloss er sich wieder seinem Stammverein an, der damals in der drittklassigen Oberliga Süd spielte. 2017 verlor er mit den Tölzern zwar das Finale um die Deutsche Oberligameisterschaft gegen die Tilburg Trappers, da die Niederländer aber nicht aufstiegsberechtigt waren, gelang den Oberbayern dennoch der Sprung in die DEL2.
Nach der Saison 2017/18 beendete er seine Karriere.

### International
Michael Endraß wurde nahm im Nachwuchsbereich 2006 an der U18-Weltmeisterschaft der Top-Division und 2008 an der U20-Weltmeisterschaft der Division I teil.

## Erfolge und Auszeichnungen
- 2008 Aufstieg in die Top-Division bei der U20-Weltmeisterschaft der Division I, Gruppe A
- 2017 Aufstieg in die DEL2 mit dem EC Bad Tölz

## Karrierestatistik
(Legende zur Spielerstatistik: Sp oder GP = absolvierte Spiele; T oder G = erzielte Tore; V oder A = erzielte Assists; Pkt oder Pts = erzielte Scorerpunkte; SM oder PIM = erhaltene Strafminuten; +/− = Plus/Minus-Bilanz; PP = erzielte Überzahltore; SH = erzielte Unterzahltore; GW = erzielte Siegtore; 1 Play-downs/Relegation; Kursiv: Statistik nicht vollständig)